# کامینیلی راساکو
کامینیلی راساکو (انگلیسی: Kaminieli Rasaku؛ زادهٔ ۱۲ ژوئیهٔ ۱۹۹۹) بازیکن راگبی ۷ نفره اهل فیجی است.
وی در مسابقات کشوری و بین‌المللی در مجموع برندهٔ ۱ مدال طلا، ۲ مدال نقره شده است.